# Đội đua Suzuki MotoGP
Đội đua Suzuki MotoGP, tên đầy đủ là Team SUZUKI ECSTAR, là một đội đua đang tham gia giải đua xe MotoGP vô địch thế giới. Đội đua là đội đua xưởng của hãng xe Suzuki.

## Lịch sử
Ở thời kỳ 500cc, có tổng cộng 6 lần các tay đua sử dụng xe Suzuki đoạt được chức vô địch, lần cuối cùng là của Kenny Roberts Jr vào năm 2000.
Khi giải đua chuyển sang thời kỳ MotoGP vào năm 2002, Suzuki có dấu hiệu suy yếu dẫn đến quyết định rút khỏi giải đấu vào cuối năm 2011.
Suzuki bắt đầu trở lại MotoGP từ cuối năm 2014 với suất đặc cách ở chặng đua cuối cùng, trước khi tham gia đầy đủ từ mùa giải 2015. Năm 2016, Maverick Vinales là tay đua mang lại chiến thắng đầu tiên cho họ kể từ khi trở lại.
Năm 2020, Joan Mir đã đoạt chức vô địch, trở thành tay đua đầu tiên vô địch bằng xe Suzuki kể từ năm 2000, sau mùa giải này đội trưởng Davide Brivio quyết định rời đội để chuyển sang làm việc cho đội đua F1 Alpine.

## Kết quả MotoGP
| Năm  | Đội đua                                    | Xe           | Lốp              | No. | Riders            | 1   | 2   | 3   | 4   | 5   | 6   | 7   | 8   | 9   | 10  | 11  | 12  | 13  | 14  | 15  | 16  | 17  | 18  | Điểm    | BXH tay đua | Điểm | BXH đội đua | Điểm | BXH xưởng đua |
| ---- | ------------------------------------------ | ------------ | ---------------- | --- | ----------------- | --- | --- | --- | --- | --- | --- | --- | --- | --- | --- | --- | --- | --- | --- | --- | --- | --- | --- | ------- | ----------- | ---- | ----------- | ---- | ------------- |
| 2002 | Telefónica Movistar Suzuki                 | Suzuki GSV-R | Bản mẫu:Dunlop M |     |                   | JPN | SAF | ESP | FRA | ITA | CAT | NED | GBR | GER | CZE | POR | RIO | PAC | MAL | AUS | VAL |     |     |         |             |      |             |      |               |
| 2002 | Telefónica Movistar Suzuki                 | Suzuki GSV-R | Bản mẫu:Dunlop M | 15  | Sete Gibernau     | Ret | 16  | 9   | 12  | Ret | Ret | Ret | 6   | Ret | 4   | Ret | 8   | Ret | 14  | 12  | 13  |     |     | 51      | 16th        | 150  | 4th         | 143  | 3rd           |
| 2002 | Telefónica Movistar Suzuki                 | Suzuki GSV-R | Bản mẫu:Dunlop M | 10  | Kenny Roberts Jr. | Ret | Ret | 8   | 5   | Ret | 7   | 6   | 14  |     | 11  | 4   | 3   | 6   | 8   | 9   | Ret |     |     | 99      | 9th         | 150  | 4th         | 143  | 3rd           |
| 2002 | Telefónica Movistar Suzuki                 | Suzuki GSV-R | Bản mẫu:Dunlop M | 51  | Yukio Kagayama    |     |     |     |     |     |     |     |     | Ret |     |     |     |     |     |     |     |     |     | 0       | NC          | 150  | 4th         | 143  | 3rd           |
| 2002 | Team Suzuki Test                           | Suzuki GSV-R | Bản mẫu:Dunlop M | 33  | Akira Ryō         | 2   |     |     |     |     | 11  | 15  | 13  | 11  | 14  |     |     |     | 11  |     |     |     |     | 41      | 18th        | —    | —           | 143  | 3rd           |
| 2003 | Suzuki Grand Prix Team                     | Suzuki GSV-R | M                |     |                   | JPN | SAF | ESP | FRA | ITA | CAT | NED | GBR | GER | CZE | POR | RIO | PAC | MAL | AUS | VAL |     |     |         |             |      |             |      |               |
| 2003 | Suzuki Grand Prix Team                     | Suzuki GSV-R | M                | 21  | John Hopkins      | 13  | 13  | 7   | Ret | Ret | 15  | 15  | 11  | Ret | 17  | 18  | DNS | Ret |     | 12  | 13  |     |     | 29      | 17th        | 55   | 10th        | 43   | 5th           |
| 2003 | Suzuki Grand Prix Team                     | Suzuki GSV-R | M                | 10  | Kenny Roberts Jr. | 14  | 15  | 13  | 16  | Ret |     |     |     | 15  | 20  | 17  | 17  | 15  | 14  | 9   | 11  |     |     | 22      | 19th        | 55   | 10th        | 43   | 5th           |
| 2003 | Suzuki Grand Prix Team                     | Suzuki GSV-R | M                | 71  | Yukio Kagayama    |     |     |     |     |     |     | Ret | 12  |     |     |     |     |     |     |     |     |     |     | 4       | 25th        | 55   | 10th        | 43   | 5th           |
| 2003 | Suzuki Grand Prix Team                     | Suzuki GSV-R | M                | 43  | Akira Ryō         |     |     |     |     |     |     |     |     |     |     |     |     |     | 20  |     |     |     |     | 0 (6)   | 24th        | 55   | 10th        | 43   | 5th           |
| 2003 | Team Suzuki Test                           | Suzuki GSV-R | M                | 43  | Akira Ryō         |     |     |     |     |     |     |     |     |     |     |     |     | 10  |     |     |     |     |     | 6       | 24th        | —    | —           | 43   | 5th           |
| 2004 | Team Suzuki MotoGP                         | Suzuki GSV-R | B                |     |                   | SAF | ESP | FRA | ITA | CAT | NED | RIO | GER | GBR | CZE | POR | JPN | QAT | MAL | AUS | VAL |     |     |         |             |      |             |      |               |
| 2004 | Team Suzuki MotoGP                         | Suzuki GSV-R | B                | 21  | John Hopkins      | 13  | 15  | Ret |     | Ret | 14  | 15  | 9   | 8   | Ret | 6   | Ret | 8   | Ret | 15  | 12  |     |     | 45      | 16th        | 89   | 9th         | 73   | 5th           |
| 2004 | Team Suzuki MotoGP                         | Suzuki GSV-R | B                | 10  | Kenny Roberts Jr. | Ret | 8   | 12  | Ret | 17  | 16  | 7   | 8   | 17  | 10  | 14  | Ret |     |     |     |     |     |     | 37      | 18th        | 89   | 9th         | 73   | 5th           |
| 2004 | Team Suzuki MotoGP                         | Suzuki GSV-R | B                | 32  | Gregorio Lavilla  |     |     |     |     |     |     |     |     |     |     |     |     |     |     | 16  | 17  |     |     | 0       | NC          | 89   | 9th         | 73   | 5th           |
| 2004 | Team Suzuki MotoGP                         | Suzuki GSV-R | B                | 71  | Yukio Kagayama    |     |     |     |     |     |     |     |     |     |     |     |     | 11  | 14  |     |     |     |     | 7       | 23rd        | 89   | 9th         | 73   | 5th           |
| 2004 | Team Suzuki Test                           | Suzuki GSV-R | B                | 32  | Gregorio Lavilla  |     |     |     |     | Ret |     |     |     |     | Ret |     |     |     |     |     |     |     |     | 0       | NC          | —    | —           | 73   | 5th           |
| 2005 | Team Suzuki MotoGP Red Bull Suzuki (Rd. 8) | Suzuki GSV-R | B                |     |                   | ESP | POR | CHN | FRA | ITA | CAT | NED | USA | GBR | GER | CZE | JPN | MAL | QAT | AUS | TUR | VAL |     |         |             |      |             |      |               |
| 2005 | Team Suzuki MotoGP Red Bull Suzuki (Rd. 8) | Suzuki GSV-R | B                | 21  | John Hopkins      | 14  | Ret | 7   | 16  | 11  | Ret | 14  | 8   | 11  | Ret | 14  | 5   | 9   | 17  | 10  | 15  | 13  |     | 63      | 14th        | 126  | 8th         | 100  | 5th           |
| 2005 | Team Suzuki MotoGP Red Bull Suzuki (Rd. 8) | Suzuki GSV-R | B                | 10  | Kenny Roberts Jr. | Ret | 12  | Ret | 13  | 15  | 15  | 16  | 14  | 2   | 11  | 11  | 8   | 7   | 11  |     |     |     |     | 63      | 13th        | 126  | 8th         | 100  | 5th           |
| 2005 | Team Suzuki MotoGP Red Bull Suzuki (Rd. 8) | Suzuki GSV-R | B                | 9   | Nobuatsu Aoki     |     |     |     |     |     |     |     |     |     |     | 16  |     |     |     |     |     | Ret |     | 0       | NC          | 126  | 8th         | 100  | 5th           |
| 2006 | Rizla Suzuki MotoGP                        | Suzuki GSV-R | B                |     |                   | ESP | QAT | TUR | CHN | FRA | ITA | CAT | NED | GBR | GER | USA | CZE | MAL | AUS | JPN | POR | VAL |     |         |             |      |             |      |               |
| 2006 | Rizla Suzuki MotoGP                        | Suzuki GSV-R | B                | 21  | John Hopkins      | 9   | Ret | 17  | 4   | 15  | 10  | 4   | 6   | 8   | 10  | 6   | 7   | 6   | 12  | 12  | 6   | 11  |     | 116     | 10th        | 214  | 5th         | 151  | 4th           |
| 2006 | Rizla Suzuki MotoGP                        | Suzuki GSV-R | B                | 71  | Chris Vermeulen   | 12  | Ret | 7   | Ret | 10  | 14  | 6   | 10  | 16  | 7   | 5   | 12  | 11  | 2   | 11  | 9   | Ret |     | 98      | 11th        | 214  | 5th         | 151  | 4th           |
| 2006 | Team Suzuki Test                           | Suzuki GSV-R | B                | 64  | Kousuke Akiyoshi  |     |     |     |     |     |     |     |     |     |     |     |     |     |     |     | 13  |     |     | 3       | 21st        | —    | —           | 151  | 4th           |
| 2007 | Rizla Suzuki MotoGP                        | Suzuki GSV-R | B                |     |                   | QAT | ESP | TUR | CHN | FRA | ITA | CAT | GBR | NED | GER | USA | CZE | SMR | POR | JPN | AUS | MAL | VAL |         |             |      |             |      |               |
| 2007 | Rizla Suzuki MotoGP                        | Suzuki GSV-R | B                | 21  | John Hopkins      | 4   | 19  | 6   | 3   | 7   | 5   | 4   | 5   | 5   | 7   | 15  | 2   | 3   | 6   | 10  | 7   | 8   | 3   | 189     | 4th         | 368  | 3rd         | 241  | 4th           |
| 2007 | Rizla Suzuki MotoGP                        | Suzuki GSV-R | B                | 71  | Chris Vermeulen   | 7   | 9   | 11  | 7   | 1   | 8   | 7   | 3   | 16  | 11  | 2   | 5   | 2   | 13  | 11  | 8   | 7   | 6   | 179     | 6th         | 368  | 3rd         | 241  | 4th           |
| 2007 | Team Suzuki Test                           | Suzuki GSV-R | B                | 64  | Kousuke Akiyoshi  |     | 17  |     |     |     |     |     |     |     |     |     |     |     |     | Ret |     |     |     | 0       | NC          | —    | —           | 241  | 4th           |
| 2007 | Team Suzuki Test                           | Suzuki GSV-R | B                | 9   | Nobuatsu Aoki     |     |     |     |     |     |     |     |     |     |     |     |     |     |     |     |     | 13  |     | 3       | 25th        | —    | —           | 241  | 4th           |
| 2008 | Rizla Suzuki MotoGP                        | Suzuki GSV-R | B                |     |                   | QAT | ESP | POR | CHN | FRA | ITA | CAT | GBR | NED | GER | USA | CZE | SMR | IND | JPN | AUS | MAL | VAL |         |             |      |             |      |               |
| 2008 | Rizla Suzuki MotoGP                        | Suzuki GSV-R | B                | 7   | Chris Vermeulen   | 17  | 10  | 8   | Ret | 5   | 10  | 7   | 8   | 7   | 3   | 3   | 6   | 5   | 9   | Ret | 15  | 9   | 13  | 128     | 8th         | 248  | 5th         | 181  | 4th           |
| 2008 | Rizla Suzuki MotoGP                        | Suzuki GSV-R | B                | 65  | Loris Capirossi   | 8   | 5   | 9   | 9   | 7   | 7   | Ret |     | WD  | 7   | 15  | 3   | 7   | 16  | 6   | 10  | 7   | 9   | 118     | 10th        | 248  | 5th         | 181  | 4th           |
| 2008 | Rizla Suzuki MotoGP                        | Suzuki GSV-R | B                | 11  | Ben Spies         |     |     |     |     |     |     |     | 14  |     |     |     |     |     |     |     |     |     |     | 2 (20)  | 19th        | 248  | 5th         | 181  | 4th           |
| 2008 | Team Suzuki Test                           | Suzuki GSV-R | B                | 11  | Ben Spies         |     |     |     |     |     |     |     |     |     |     | 8   |     |     | 6   |     |     |     |     | 18 (20) | 19th        | —    | —           | 181  | 4th           |
| 2008 | Team Suzuki Test                           | Suzuki GSV-R | B                | 64  | Kousuke Akiyoshi  |     |     |     |     |     |     |     |     |     |     |     |     |     |     | Ret |     |     |     | 0       | NC          | —    | —           | 181  | 4th           |
| 2008 | Team Suzuki Test                           | Suzuki GSV-R | B                | 9   | Nobuatsu Aoki     |     |     |     |     |     |     |     |     |     |     |     |     |     |     |     |     | 17  |     | 0       | NC          | —    | —           | 181  | 4th           |
| 2009 | Rizla Suzuki MotoGP                        | Suzuki GSV-R | B                |     |                   | QAT | JPN | ESP | FRA | ITA | CAT | NED | USA | GER | GBR | CZE | IND | SMR | POR | AUS | MAL | VAL |     |         |             |      |             |      |               |
| 2009 | Rizla Suzuki MotoGP                        | Suzuki GSV-R | B                | 7   | Chris Vermeulen   | 7   | 10  | 10  | 6   | 10  | 11  | 5   | 8   | 13  | 13  | 11  | 11  | 9   | 10  | 11  | 6   | 15  |     | 106     | 12th        | 216  | 6th         | 133  | 4th           |
| 2009 | Rizla Suzuki MotoGP                        | Suzuki GSV-R | B                | 65  | Loris Capirossi   | Ret | 7   | 6   | 8   | 5   | 5   | 9   | Ret | 11  | 11  | 5   | 7   | 5   | Ret | 12  | 9   | 14  |     | 110     | 9th         | 216  | 6th         | 133  | 4th           |
| 2010 | Rizla Suzuki MotoGP                        | Suzuki GSV-R | B                |     |                   | QAT | ESP | FRA | ITA | GBR | NED | CAT | GER | USA | CZE | IND | SMR | ARA | JPN | MAL | AUS | POR | VAL |         |             |      |             |      |               |
| 2010 | Rizla Suzuki MotoGP                        | Suzuki GSV-R | B                | 19  | Álvaro Bautista   | Ret | 10  | DNS | 14  | 12  | 14  | 5   | Ret | Ret | Ret | 8   | 8   | 8   | 7   | 5   | 12  | 11  | 9   | 85      | 13th        | 129  | 6th         | 108  | 6th           |
| 2010 | Rizla Suzuki MotoGP                        | Suzuki GSV-R | B                | 65  | Loris Capirossi   | 9   | Ret | Ret | 10  | Ret | 13  | 7   | 11  | 10  | Ret | 11  | Ret |     | Ret | Ret | DNS | 13  | Ret | 44      | 16th        | 129  | 6th         | 108  | 6th           |
| 2011 | Rizla Suzuki MotoGP                        | Suzuki GSV-R | B                |     |                   | QAT | ESP | POR | FRA | CAT | GBR | NED | ITA | GER | USA | CZE | IND | SMR | ARA | JPN | AUS | MAL | VAL |         |             |      |             |      |               |
| 2011 | Rizla Suzuki MotoGP                        | Suzuki GSV-R | B                | 19  | Álvaro Bautista   | DNS |     | 13  | 12  | 12  | 5   | 11  | 13  | 7   | Ret | Ret | 6   | 8   | 6   | Ret | Ret | C   | Ret | 67      | 13th        | 73   | 8th         | 73   | 4th           |
| 2011 | Rizla Suzuki MotoGP                        | Suzuki GSV-R | B                | 21  | John Hopkins      |     | 10  |     |     |     |     |     |     |     |     | DNS |     |     |     |     |     | C   |     | 6       | 21st        | 73   | 8th         | 73   | 4th           |

| Năm  | Đội đua                   | Xe            | Lốp | No. | Tay đua          | 1   | 2   | 3    | 4   | 5   | 6   | 7   | 8   | 9   | 10  | 11  | 12  | 13  | 14  | 15  | 16  | 17  | 18  | 19  | 20 | Điểm  | BXH tay đua | Điểm | BXH đội đua | Điểm | BXH xưởng đua |
| ---- | ------------------------- | ------------- | --- | --- | ---------------- | --- | --- | ---- | --- | --- | --- | --- | --- | --- | --- | --- | --- | --- | --- | --- | --- | --- | --- | --- | -- | ----- | ----------- | ---- | ----------- | ---- | ------------- |
| 2014 | Team Suzuki MotoGP        | Suzuki GSX-RR | B   |     |                  | QAT | AME | ARG  | ESP | FRA | ITA | CAT | NED | GER | IND | CZE | GBR | SMR | ARA | JPN | AUS | MAL | VAL |     |    |       |             |      |             |      |               |
| 2014 | Team Suzuki MotoGP        | Suzuki GSX-RR | B   | 14  | Randy de Puniet  |     |     |      |     |     |     |     |     |     |     |     |     |     |     |     |     |     | Ret |     |    | 0     | NC          | 0    | NC          | 0    | NC            |
| 2015 | Team Suzuki Ecstar MotoGP | Suzuki GSX-RR | B   |     |                  | QAT | USA | ARG  | ESP | FRA | ITA | ESP | NED | GER | USA | CZE | GBR | SMR | ARA | JPN | AUS | MAL | VAL |     |    |       |             |      |             |      |               |
| 2015 | Team Suzuki Ecstar MotoGP | Suzuki GSX-RR | B   | 25  | Maverick Viñales | 14  | 9   | 10   | 11  | 9   | 7   | 6   | 10  | 11  | 11  | Ret | 11  | 14  | 11  | Ret | 6   | 8   | 11  |     |    | 97    | 12th        | 202  | 5th         | 137  | 4th           |
| 2015 | Team Suzuki Ecstar MotoGP | Suzuki GSX-RR | B   | 41  | Aleix Espargaró  | 11  | 8   | 7    | 7   | Ret | Ret | Ret | 9   | 10  | 14  | 9   | 9   | 10  | 6   | 11  | 9   | 7   | 8   |     |    | 105   | 11th        | 202  | 5th         | 137  | 4th           |
| 2016 | Team Suzuki Ecstar        | Suzuki GSX-RR | M   |     |                  | QAT | ARG | AME  | SPA | FRA | ITA | CAT | NED | GER | AUT | CZE | GBR | RSM | ARA | JPN | AUS | MAL | VAL |     |    |       |             |      |             |      |               |
| 2016 | Team Suzuki Ecstar        | Suzuki GSX-RR | M   | 25  | Maverick Viñales | 6   | Ret | 4    | 6   | 3   | 6   | 4   | 9   | 12  | 6   | 9   | 1   | 5   | 4   | 3   | 3   | 6   | 5   |     |    | 202   | 4th         | 295  | 4th         | 208  | 4th           |
| 2016 | Team Suzuki Ecstar        | Suzuki GSX-RR | M   | 41  | Aleix Espargaró  | 11  | 11  | 5    | 5   | 6   | 9   | Ret | Ret | 14  | Ret | Ret | 7   | Ret | 7   | 4   | Ret | 13  | 8   |     |    | 93    | 11th        | 295  | 4th         | 208  | 4th           |
| 2017 | Team Suzuki Ecstar        | Suzuki GSX-RR | M   |     |                  | QAT | ARG | AME  | SPA | FRA | ITA | CAT | NED | GER | CZE | AUT | GBR | RSM | ARA | JPN | AUS | MAL | VAL |     |    |       |             |      |             |      |               |
| 2017 | Team Suzuki Ecstar        | Suzuki GSX-RR | M   | 29  | Andrea Iannone   | Ret | 16  | 7    | Ret | 10  | 10  | 16  | 9   | Ret | 19  | 11  | Ret | Ret | 12  | 4   | 6   | 17  | 6   |     |    | 70    | 13th        | 130  | 6th         | 100  | 4th           |
| 2017 | Team Suzuki Ecstar        | Suzuki GSX-RR | M   | 42  | Alex Rins        | 9   | Ret | DNS  |     |     |     |     | 17  | 21  | 11  | 16  | 9   | 8   | 17  | 5   | 8   | DSQ | 4   |     |    | 59    | 16th        | 130  | 6th         | 100  | 4th           |
| 2017 | Team Suzuki Ecstar        | Suzuki GSX-RR | M   | 12  | Takuya Tsuda     |     |     |      | 17  |     |     |     |     |     |     |     |     |     |     |     |     |     |     |     |    | 0     | NC          | 130  | 6th         | 100  | 4th           |
| 2017 | Team Suzuki Ecstar        | Suzuki GSX-RR | M   | 50  | Sylvain Guintoli |     |     |      |     | 15  | 17  | 17  |     |     |     |     |     |     |     |     |     |     |     |     |    | 1     | 27th        | 130  | 6th         | 100  | 4th           |
| 2018 | Team Suzuki Ecstar        | Suzuki GSX-RR | M   |     |                  | QAT | ARG | AME  | ESP | FRA | ITA | CAT | NED | GER | CZE | AUT | GBR | RSM | ARA | THA | JPN | AUS | MAL | VAL |    |       |             |      |             |      |               |
| 2018 | Team Suzuki Ecstar        | Suzuki GSX-RR | M   | 29  | Andrea Iannone   | 9   | 8   | 3    | 3   | Ret | 4   | 10  | 11  | 12  | 10  | 13  | C   | 8   | 3   | 11  | Ret | 2   | Ret | Ret |    | 133   | 10th        | 302  | 4th         | 233  | 4th           |
| 2018 | Team Suzuki Ecstar        | Suzuki GSX-RR | M   | 42  | Alex Rins        | Ret | 3   | Ret  | Ret | 10  | 5   | Ret | 2   | Ret | 11  | 8   | C   | 4   | 4   | 6   | 3   | 5   | 2   | 2   |    | 169   | 5th         | 302  | 4th         | 233  | 4th           |
| 2018 | Team Suzuki Ecstar        | Suzuki GSX-RR | M   | 50  | Sylvain Guintoli |     |     |      |     |     |     | Ret |     |     | 19  |     |     |     |     |     | 21  |     |     |     |    | 0     | NC          | 302  | 4th         | 233  | 4th           |
| 2019 | Team Suzuki Ecstar        | Suzuki GSX-RR | M   |     |                  | QAT | ARG | AME  | ESP | FRA | ITA | CAT | NED | GER | CZE | AUT | GBR | RSM | ARA | THA | JPN | AUS | MAL | VAL |    |       |             |      |             |      |               |
| 2019 | Team Suzuki Ecstar        | Suzuki GSX-RR | M   | 36  | Joan Mir         | 8   | Ret | 17   | Ret | 16  | 12  | 6   | 8   | 7   | Ret |     |     | 8   | 14  | 7   | 8   | 5   | 10  | 7   |    | 92    | 12th        | 301  | 5th         | 234  | 4th           |
| 2019 | Team Suzuki Ecstar        | Suzuki GSX-RR | M   | 42  | Alex Rins        | 4   | 5   | 1    | 2   | 10  | 4   | 4   | Ret | Ret | 4   | 6   | 1   | Ret | 9   | 5   | 7   | 9   | 5   | 5   |    | 205   | 4th         | 301  | 5th         | 234  | 4th           |
| 2019 | Team Suzuki Ecstar        | Suzuki GSX-RR | M   | 50  | Sylvain Guintoli |     |     |      |     |     |     |     |     |     |     |     | 12  |     |     |     |     |     |     |     |    | 4 (7) | 25th        | 301  | 5th         | 234  | 4th           |
| 2019 | Suzuki Test Team          | Suzuki GSX-RR | M   | 50  | Sylvain Guintoli |     |     |      |     |     |     | 13  |     |     | 20  |     |     |     |     |     | 20  |     |     |     |    | 3 (7) | 25th        | —    | —           | 234  | 4th           |
| 2020 | Team Suzuki Ecstar        | Suzuki GSX-RR | M   |     |                  | ESP | ESP | CZE  | AUT | STY | RSM | EMI | CAT | FRA | ARA | TER | EUR | VAL | POR |     |     |     |     |     |    |       |             |      |             |      |               |
| 2020 | Team Suzuki Ecstar        | Suzuki GSX-RR | M   | 36  | Joan Mir         | Ret | 5   | Ret  | 2   | 4   | 3   | 2   | 2   | 11  | 3   | 3   | 1   | 7   | Ret |     |     |     |     |     |    | 171   | 1st         | 310  | 1st         | 202  | 3rd           |
| 2020 | Team Suzuki Ecstar        | Suzuki GSX-RR | M   | 42  | Alex Rins        | DNS | 10  | 4    | Ret | 6   | 5   | 12  | 3   | Ret | 1   | 2   | 2   | 4   | 15  |     |     |     |     |     |    | 139   | 3rd         | 310  | 1st         | 202  | 3rd           |
| 2021 | Team Suzuki Ecstar        | Suzuki GSX-RR | M   |     |                  | QAT | DOH | POR  | SPA | FRA | ITA | CAT | GER | NED | STY | AUT | GBR | ARA | RSM | AME | MAL | ALG | VAL |     |    |       |             |      |             |      |               |
| 2021 | Team Suzuki Ecstar        | Suzuki GSX-RR | M   | 36  | Joan Mir         | 4   | 7   | 3    | 5   | Ret | 3   | 4   | 9   | 3   |     |     |     |     |     |     |     |     |     |     |    | 101*  | 4th*        | 134  | 5th*        | 105  | 4th*          |
| 2021 | Team Suzuki Ecstar        | Suzuki GSX-RR | M   | 42  | Alex Rins        | 6   | 4   | RetF | 20  | Ret | Ret |     | 11  | 11  |     |     |     |     |     |     |     |     |     |     |    | 33*   | 14th*       | 134  | 5th*        | 105  | 4th*          |

* Mùa giải vẫn đang diễn ra.